# Droit musulman des successions
 (juin 2010).
Si vous disposez d'ouvrages ou d'articles de référence ou si vous connaissez des sites web de qualité traitant du thème abordé ici, merci de compléter l'article en donnant les références utiles à sa vérifiabilité et en les liant à la section « Notes et références ».
 (juillet 2021).
- Si vous ne connaissez pas le sujet, laissez ce bandeau (vous pouvez alors contacter les auteurs).
- Si vous supprimez le contenu mis en cause (vous pouvez préalablement contacter les auteurs),

argumentez précisément cette suppression dans la page de discussion
(un manque de référence n'est pas un argument ; une recherche réelle de référence doit avoir été effectuée, être formellement documentée).
Le droit des successions (chareh) est réglementé de façon précise par le fikh (la science du droit musulman), qui s'appuie sur plusieurs passages du Coran. Il influence de façon assez forte le droit positif d'un certain nombre de pays musulmans, aussi bien en Jordanie, Syrie, Irak, Soudan ou Koweït (qui suivent le rite hanéfite); que dans les pays de rite malékite (y compris en Tunisie, art. 85-152 du Code du statut personnel de 1956, qui s'écarte pourtant de la charia dans bien des aspects; mais aussi au Maroc, avec la Moudawana de 2004, art. 277-395) . Le Coran innove par rapport au temps de l'Arabie préislamique en accordant une place au matriarcat et à la reconnaissance d'une parenté par les femmes, et donc d'un droit d'héritage pour celles-ci . Mahomet aurait par là fusionné les traditions patriarcales de l'Arabie avec les coutumes de La Mecque, où avait survécut un régime ancien de matriarcat. Ses réformes ont été facilement acceptées par ses Compagnons, de La Mecque, mais beaucoup moins par les Ansar, d'origine médinoise[source insuffisante].

## Droit de successions dans le Coran
Le Coran est très précis sur les différents bénéficiaires de l'héritage du défunt, ainsi il suffit à lui seul pour établir le droit de successions, sans même faire référence à la Sunna.
Les versets traitant de cette question se trouvent dans la 4e sourate du Qorʾān, traditionnellement intitulée An-Nisa ou « Les Femmes » en français.

### Versets 11 et 12 de la Sourate «Les Femmes»
« Voici ce que Dieu vous enjoint au sujet de vos enfants : au fils, une part équivalente à celle de deux filles. S'il n'y a que des filles, même plus de deux, à elles alors deux tiers de ce que le défunt laisse. Et s'il n'y en a qu'une, à elle alors la moitié. Quant aux père et mère du défunt, à chacun d'eux le sixième de ce qu'il laisse, s'il a un enfant. S'il n'a pas d'enfant et que ses père et mère héritent de lui, à sa mère alors le tiers. Mais s'il a des frères, à la mère alors le sixième, après exécution du testament qu'il aurait fait ou paiement d'une dette. De vos ascendants ou descendants, vous ne savez pas qui est plus près de vous en utilité. Ceci est un ordre obligatoire de la part de Dieu, car Dieu est, certes, Omniscient et Sage.
Et à vous la moitié de ce que laissent vos épouses, si elles n'ont pas d'enfants. Si elles ont un enfant, alors à vous le quart de ce qu'elles laissent, après exécution du testament qu'elles auraient fait ou paiement d'une dette. Et à elles un quart de ce que vous laissez, si vous n'avez pas d'enfant. Mais si vous avez un enfant, à elles alors le huitième de ce que vous laissez après exécution du testament que vous auriez fait ou paiement d'une dette. Et si un homme, ou une femme, meurt sans héritier direct, cependant qu'il laisse un frère ou une sœur, à chacun de ceux-ci alors, un sixième. S'ils sont plus de deux, tous alors participeront au tiers, après exécution du testament ou paiement d'une dette, sans préjudice à quiconque. (Telle est l') Injonction de Dieu! Et Dieu est Omniscient et Indulgent. »

### Verset 176 de la Sourate «Les Femmes»
« Ils te demandent ce qui a été décrété. Dis : "Au sujet du défunt qui n'a pas de père ni de mère ni d'enfant, Dieu vous donne Son décret : si quelqu'un meurt sans enfant, mais a une sœur, à celle-ci revient la moitié de ce qu'il laisse. Et lui, il héritera d'elle en totalité si elle n'a pas d'enfant. Mais s'il a deux sœurs (ou plus), à elles alors les deux tiers de ce qu'il laisse; et s'il a des frères et des sœurs, à un frère alors revient une portion égale à celle de deux sœurs. Dieu vous donne des explications pour que vous ne vous égariez pas. Et Dieu est Omniscient. »
Ces versets coraniques vont être la source principale en ce qui concerne le droit de succession. La Sunna, quant à elle, n'en parle presque pas si ce n'est un hadith où Mahomet confirme les éléments énoncés dans le Coran en disant : « Dieu a donné à chacun la part qui lui revenait de droit, alors pas de testament pour les héritiers ». (Rapporté par Ahmad, Tirmidhi)

## Représentation successorale
Bien que n'existant pas dans le droit musulman, la représentation successorale a été mise en œuvre dans la plupart des pays, via le « legs obligatoire », qui provient d'une innovation juridique égyptienne. La loi égyptienne du 24 juin 1946 sur le testament innove en effet en empruntant à l'école zahirite, disparue et rejetée par l'ensemble des rites sunnites : le législateur stipule ainsi que les petits-enfants, exclus de la succession de leurs grands-parents, à la suite du décès d'un de leurs parents, pourraient désormais recueillir une part de succession ne pouvant excéder le tiers, à titre de légataire.
L’Égypte fut suivie en Syrie (Code du statut personnel de 1953), en Tunisie (Code du statut personnel de 1956), au Maroc (Moudawana de 1958 et de 2004), en Algérie (Code de la famille de 1984) et en Mauritanie (Code du statut personnel de 2001).